# Jean-Claude Dinguirard
Pour les articles homonymes, voir Dinguirard.
Jean-Claude Dinguirard, né le 28 avril 1940 à Montgaillard-Lauragais et mort le 18 août 1983 à Rebigue,, est un romaniste, ethnolinguiste du domaine pyrénéen gascon,, critique littéraire, pataphysicien et lupinologue gascon, membre correspondant de l'OU.LI.PO.PO.

## Biographie

### Enfance et études
Sa mère Marcelle Dinguirard, née Roques, est institutrice à l'aérium, devenu l'institut médico-éducatif de Dabeaux à Aurignac et qui porte le nom de son père, Henri Dinguirard, conseiller général du canton de Saint-Béat et maire de la commune de Boutx. Il a deux enfants.
Jean-Claude Dinguirard débute sa scolarité en gascon en 1944 à Ger-de-Boutx, puis à l'aérium de Dabeaux et à Toulouse aux Lycées Bellevue et Fermat avant de poursuivre ses études littéraires à l'université de Toulouse-Le Mirail. Licencié en 1962, il obtient le prix JISTA en 1963, le CAPES en 1965 puis l'agrégation de lettres modernes en 1968. Sa thèse, « Ethnolinguistique de la Haute-vallée du Ger », lui vaut le titre de docteur ès lettres le 10 mars 1975. Cette thèse allie ethnolinguistique et dialectologie appliquées à deux hameaux des Pyrénées centrales où deux dialectes gascons sont en contact, l'un couserannais et l'autre commingeois.

### Enseignements et premiers écrits
Il enseigne au collège d’enseignement secondaire de Valence d'Agen de 1965 à 1968, puis comme professeur agrégé à l'École Normale d’instituteurs mixte de Montauban de 1968 à 1970. Le 1er octobre 1970, il intègre la Faculté des Lettres et Sciences humaines de Toulouse – Le Mirail comme assistant puis maître assistant. Il est titularisé en 1979 comme maître de conférences de l'enseignement supérieur en linguistique phonétique. Il enseigne notamment l'ancien français et dirige ou codirige sept mémoires ou thèses d'état.
Il fut rédacteur de la revue Via Domitia, fondée par Jean Séguy en 1954, directeur de l'Institut d'études méridionales de l'Université de Toulouse II, et président de la commission des sciences du langage à l'Université de Toulouse le Mirail.

## Principaux travaux linguistiques et ethnolinguistiques
Élève de Jacques Allières et de Jean Séguy, il précise la définition de l'ethnolinguistique de Bernard Pottier par l'étude du message dialectal en liaison avec le référent et avec les protagonistes de l'acte de la communication,. Son travail est principalement tourné vers l'ethnolinguistique et la sémantique.

### Littérature épique occitane
Plusieurs linguistes ont démontré l'existence d'une littérature épique occitane : Claude Fauriel, Gaston Paris, Robert Lafont et notamment pour la Chanson de Roland, Rita Lejeune,.
Les travaux de Jean-Claude Dinguirard relatifs à L'Epopée perdue de l'Occitan agrègent en faisceaux de nombreux indices qui renforcent la thèse de l'existence d'un prototype occitan de l'épopée de Guillaume d'Orange, dès le Xe siècle. Parmi ces indices qui empruntent à la linguistique, à la philologie, à l'histoire et à l'ethnographie, à la phonologie, sont abordés les faits démarcatifs du récit qui attestent l'existence d'un prototype écrit en occitan : notamment, l'omniprésence de l'olivier, l'envergure des personnages féminins ou les systèmes successoraux. Ce texte alimente l'enquête onomastique sur les toponymes « Cornebut » et « Commarchis » que Jean-Claude Dinguirard attribue à la lecture, par un poète d'oïl, de la forme languedocienne du toponyme gascon « Comminges ». Il aborde à nouveau cette enquête lors du colloque de la société française d'onomastique qui s'est tenu à Montpellier du 26 au 28 mai 1983.
Ce texte propose de nouvelles pistes d'investigations dans la quête des littératures d'Oc et plus particulièrement, de Gascogne.

### Troubadours et poètes occitans
Il publie plusieurs travaux relatifs à Bertrand Larade, Marcabru,,,, Guillaume IX d'Aquitaine, ou encore Marcoat. Il a par ailleurs mis au jour un corpus de près de 200 pages manuscrites d'un poète gascon du XVIe siècle jusqu'alors inconnu : M. de Pérez, précepteur de Monluc et dont le duc d'Épernon était le protecteur. Il publie en 1983 les textes et les musiques de M. de Pérez traduits, analysés et annotés, qui mettent en évidence la circulation des langues, du gascon au français et inversement. Son dernier article sur M. de Pérez est publié dans la Revue des langues romanes : à propos d'une chanson de Raimbaut d'Orange.

### Autres travaux
Ses travaux relatifs au folklore gascon, - dont celui du serpent galactophage, - traitent notamment du processus de folklorisation, de l'abbé Paul Mothe, curé de Hilhine, prêtre réfractaire et poète devenu figure légendaire de la haute vallée du Ger. 
En matière d'onomastique, il publie en 1965 un volumineux article sur les noms de maisons dans la haute vallée du Ger,,. En matière de parémiologie, il publie dans Via Domitia en 1982, p. 3–126, un recueil des plus anciennes collections de proverbes et dictons gascons « So ditz la gens anciana »,, qui comprend les proverbes de Bertrand Larade Areproues Gascous, ceux de Voltoire Lous Moutets Guascous, et l'article La culture parémiologique d'un troubadour : Marcabru.

#### Liste non exhaustive de publications
- 1971 : « La Montagne » dans les contes de Bladé, Revue de Comminges, no 84, p. 141-147
- 1972 : 
  - Analyse de la thèse du critère phonétique de quelques tendances dans la répartition des suffixes ethniques -ais et -ois[45],[46],
  - Contribution Ethnolinguistique à l’enseignement du Gascon langue maternelle, Via Domitia, n° XVI, p. 43-90,
- 1975 : Ethnolinguistique de la haute vallée du Ger, Thèse de Doctorat d’État es-lettres, sous la direction de J. Allières
- 1976 : Un linguiste maudit : Alcée Durrieux, Via Domitia no 19, p. 37-44[47],[48],
- 1977
  - Aux origines du gascon, travaux de linguistique et de littérature publiés par le Centre de philologie et de littératures romanes de l’Université de Strasbourg, p. 242-243[49],[50],
  - Noms gascons de l'araignée, Revue de linguistique romane[51],[52],[53], utilisée par le dictionnaire Français - Gascon en ligne Lexilogos[54],
  - Note sur le [ꞓ] gascon, Via Domitia, n° XIX, p. 35-36,
  - Français et gascon dans les Pyrénées centrales, Lengas, n° 2, p. 71-108,
- 1978
  - Gascon et Argot français : deux notules, Via Domitia no 14, p. 205-208[7],
  - Joseph Juste Scaliger : Diatriba de hodiernis francorum linguis, avec Christian Anatole, Via Domitia no 14, p. 139–143[55],
  - Pour une sémantique du silence[56],[57],
  - Folklore gascon du serpent, Revue de Comminges, XCI, p. 277-283,
  - La désinence [-w] de 5° personne en gascon, Via Domitia, n° XX-XXI, p. 31-45,
- 1979
  - Être ethnolinguiste en Gascogne aujourd'hui, contributions théoriques et méthodologiques, Actes de la Réunion Internationale : Théorie en Ethnolinguistique[14],[52],[13],[58],
  - Observations sur le gascon des plus anciennes chartes, Via Domitia no 22, p. 9-46[59],
  - Les Constantes du sens, Cahiers du Centre Interdisciplinaire des Sciences du Langage[56],
- 1980
  - Heur et malheur d'une définition de la grammaire[60], Grammatica, passe en revue l'histoire de la définition de la grammaire,
  - Avec Christian Anatole : Lange tortuë = langue d'Oc - Lengas no 8, p. 67-69[61],
  - Bibliographie critique des proverbes des Pyrénées gasconnes, Recherches Pyrénéennes no 0, p. 103-108,
  - Pour une ethno-phonologie : le cas du h gascon, Via Domitia, no 23 (1980-1), p. 41-54,
- 1981
  - Essai de bibliographie des monographies consacrées au français régional du Midi et plus spécialement à celui de la Gascogne, surtout pyrénéenne, Via Domitia, vol. 26, no 2, p. 87–96,
- 1982
  - L'article eth, era du gascon pyrénéen : archaïsme ou innovation ?, Lengas[7],
  - Notes Aquitaines, Via Domitia no 27 (1982-1), p. 55-70
- 1983
  - L'Epopée perdue de l'occitan, Via Domitia n° 30 (1983) et Lambert-Lucas (2020).

## Lupinologie et 'Pataphysique

### LaRevue des Études Lupiniennes
Il mentionne La Revue des Études Lupiniennes (R.E.L.) pour la première fois en 1967, peu avant sa création, dans le numéro 3-4 des Subsidia Pataphysica en réponse à une lettre de Kirmu publiée dans le numéro précédent. Pour donner suite à cet article, avec Jacques Aboucaya ils portent la R.E.L. sur les fonts baptismaux puis l'augmentent de nouveaux opus jusqu'en 1970. Jean-Claude Dinguirard y publie de nombreux articles, sous de nombreux pseudonymes parmi lesquels J.K. Karlsberg et le Commodore Perry Hammer. Plusieurs articles seront republiés ultérieurement,. L'article Un lustre d'études lupiniennes, notamment, est repris par Littératures, Enigmatika, L’Aiguille Preuve, Baker Street Miscellanea, et l'Almanach du crime.

### Le Collège de 'Pataphysique et l'Ou.li.po.po
Au sein du Collège de 'Pataphysique, il fut Régent de Thermosophie critique et administrative,. Membre correspondant de la sous-commission de l'Ouvroir de littérature policière potentielle,, il publie de nombreux articles dans les revues du Collège, dont Enigmatica et Aenigmatologie. Il intervient également auprès du Centre de recherches Périphériscopiques d'Oleyres. Il est notamment l'inventeur du « projet d'orthographe d'apparat » du Collège.
Il consacre plusieurs articles à Alfred Jarry, au professeur Hébert ainsi qu'aux personnages de Jarry : Ubu, Faustroll et Bosse-de-Nage. Avec Paul Gayot, il édite Ubu roi et Gestes et opinions du Docteur Faustroll, Pataphysicien. Il traduit en gascon la scène 2 de l'acte 3 de Ubu Roi, sous le titre de N' Ubú Rei, dans Subsidia Pataphysica no 7. Il étudie et décrypte également Raymond Roussel : La logique de Roussel, Subsidia Pataphysica no 6, p. 60–68, Sur une note de Raymond Roussel dans les Nouvelles impressions d'Afrique, et Archéologie Rousselienne : le fédéral à Semen-contra, réédité pour la dernière fois dans les Organographes du Cymbalum Pataphysicum, n° 27.